# Bülach (huyện)
Huyện Bülach (tiếng Đức: Bezirk Bülach) là một trong 12 huyện của bang Zürich ở Thuỵ Sĩ, với dân số 117.000 người và là huyện lớn thứ ba trong bang. Thủ phủ huyện là Bülach, đô thị lớn nhất là Kloten, nơi có sân bay Zurich. Huyện này có Rafzerfeld phía bắc sông Rhine, với Rafz, Wil, Hüntwangen và Wasterkingen.

## Các đô thị
| Đô thị             | Dân số (31 December 2014) | Diện tích, km² |
| ------------------ | ------------------------- | -------------- |
| Bachenbülach       | 3,743                     | 4.25           |
| Bassersdorf        | 11.371                    | 9.02           |
| Bülach             | 18.848                    | 16.09          |
| Dietlikon          | 7.564                     | 4.26           |
| Eglisau            | 4.961                     | 9.07           |
| Embrach            | 9.084                     | 12.72          |
| Freienstein-Teufen | 2.305                     | 8.32           |
| Glattfelden        | 4.824                     | 12.35          |
| Hochfelden         | 2.018                     | 6.16           |
| Höri               | 2.662                     | 4.85           |
| Hüntwangen         | 1.014                     | 4.97           |
| Kloten             | 18.329                    | 19.28          |
| Lufingen           | 1.914                     | 5.22           |
| Nürensdorf         | 5.383                     | 10.09          |
| Oberembrach        | 1.091                     | 10.20          |
| Opfikon            | 17.085                    | 5.61           |
| Rafz               | 4.235                     | 10.74          |
| Rorbas             | 2.701                     | 4.44           |
| Wallisellen        | 15.315                    | 6.50           |
| Wasterkingen       | 568                       | 3.95           |
| Wil                | 1.351                     | 8.94           |
| Winkel             | 4.163                     | 8.16           |
| Tổng               | 140.850                   | 185.19         |